# Orrville (Ohio)
Orrville és una població dels Estats Units a l'estat d'Ohio. Segons el cens del 2000 tenia 8.551 habitants.

## Demografia
Segons el cens del 2000, Orrville tenia 8.551 habitants, 3.305 habitatges, i 2.343 famílies. La densitat de població era de 618,3 habitants per km².
Dels 3.305 habitatges en un 35,2% hi vivien nens de menys de 18 anys, en un 54,4% hi vivien parelles casades, en un 12,2% dones solteres, i en un 29,1% no eren unitats familiars. En el 24,8% dels habitatges hi vivien persones soles el 10% de les quals corresponia a persones de 65 anys o més que vivien soles. El nombre mitjà de persones vivint en cada habitatge era de 2,55 i el nombre mitjà de persones que vivien en cada família era de 3,04.
Per edats la població es repartia de la següent manera: un 27,6% tenia menys de 18 anys, un 8,4% entre 18 i 24, un 29,7% entre 25 i 44, un 21,2% de 45 a 60 i un 13,1% 65 anys o més.
L'edat mediana era de 36 anys. Per cada 100 dones de 18 o més anys hi havia 87,6 homes.
La renda mediana per habitatge era de 36.500 $ i la renda mediana per família de 46.728 $. Els homes tenien una renda mediana de 32.565 $ mentre que les dones 25.252 $. La renda per capita de la població era de 17.419 $. Aproximadament el 5,7% de les famílies i el 7,7% de la població estaven per davall del llindar de pobresa.

## Poblacions més properes
El següent diagrama mostra les poblacions més properes.